# Petr Bystron

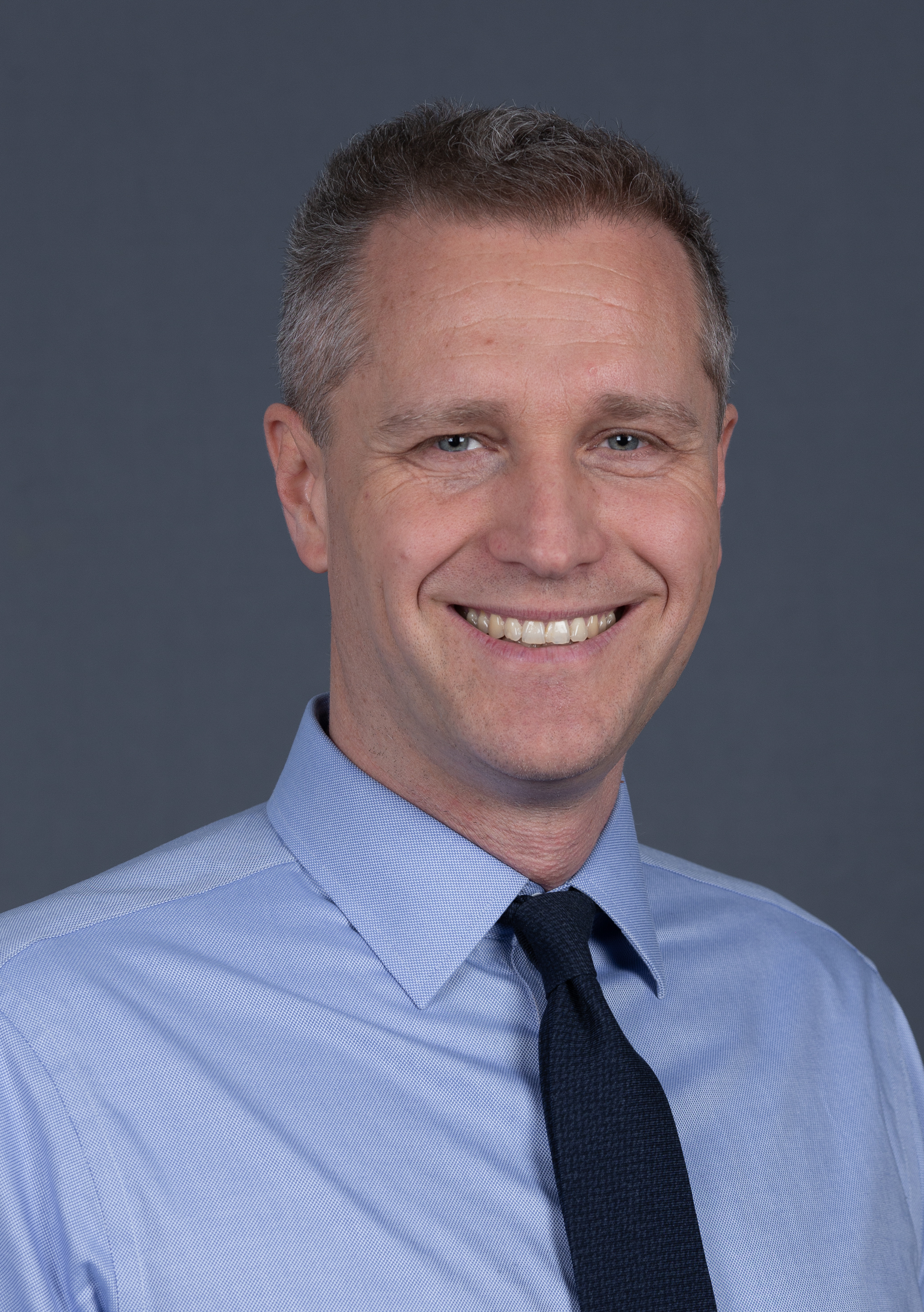
Petr Bystron (2020)

Petr Bystron [pɛtrˈbɪstrɔn] (* 30. November 1972 als Petr Bystroň in Olomouc (Olmütz), Tschechoslowakei) ist ein deutsch-tschechischer Politiker (AfD). Er war Vorsitzender des AfD-Landesverbandes Bayern. Von 2017 bis 2024 war er Mitglied des Deutschen Bundestags. Im Mai 2024 beschloss der Bundestag, seine politische Immunität für ein Ermittlungsverfahren wegen des Verdachts der Bestechlichkeit von Mandatsträgern und Geldwäsche aufzuheben. Seit 2024 ist Bystron Mitglied des Europäischen Parlaments.

## Leben

### Herkunft und Familie
Bystron wuchs in Český Těšín in der Tschechoslowakei und in Thüringen (bis 1990 DDR) auf. Nach eigenen Angaben, die Bystron über Jahre hinweg bereits seit Beginn seiner politischen Karriere lanciert hatte, will er im Alter von 14 Jahren einen verbotenen Pfadfinderverein gegründet haben und sei mit 15 Jahren beim Vertrieb verbotener Lieder von der tschechoslowakischen Staatssicherheit verhaftet worden. Seine Eltern seien deshalb mit ihm 1988 in die Bundesrepublik Deutschland geflohen, wo er wegen der Verfolgung in der ČSSR Asyl erhalten hat. Recherchen der Wochenzeitung Die Zeit und einer tschechischen Rechercheplattform von Ende April 2024 lassen diese Aussagen als zweifelhaft erscheinen.
Bystron ist verheiratet, hat zwei Kinder und lebt in München.

### Studium und Beruf
Bystron studierte Politikwissenschaft mit Schwerpunkt Ökonomie und Internationale Beziehungen an der Ludwig-Maximilians-Universität München (LMU) sowie an der Hochschule für Politik in München.
Nach seinem Studium war er Vorsitzender des Fördervereins der privaten Hochschule für Politik München. Das Amt legte er 2016 nach Protesten wegen seines AfD-Engagements nieder.
Er gründete 1994 während seines Studiums eine Kommunikationsagentur, die er später verkaufte. Danach war er nach eigenen Angaben als Berater für Unternehmen und Parteien tätig und arbeitete an Konzepten zu deren Kommunikation und „strategischen Markenführung“.
Laut Handelsregister änderte die von Bystron 1999 gegründete Werbeagentur Bystron GmbH 2004 ihren Namen in Lendvay GmbH und verlegte sich auf „Herstellung, Reparatur und Vertrieb von Lederschuhen“. Er selbst ist geschäftsführender Alleingesellschafter.
Lendvay belieferte die Tschechische Philharmonie mit Konzertschuhen. Die Konzertleitung kündigte im Mai 2024 die Verträge mit Bystron, nachdem die Voice-of-Europe-Affäre begonnen hatte.

## Politik

### Parteimitgliedschaften
Bystron war von 2006 bis 2013 Mitglied in der FDP. 2010 bewarb er sich erfolglos für einen Listenplatz bei der tschechischen Kleinpartei Občané.cz. Im Jahr 2019 soll Bystron an der Gründung der tschechischen Partei Trikolóra hnutí občanů beteiligt gewesen sein, die Václav Klaus jun. nach seinem Ausschluss aus der Demokratischen Bürgerpartei gegründet hatte. Beide Parteiaktivitäten in Tschechien fanden demnach gemäß der gemeinsamen Recherche des Nachrichtenportals HlídacíPes.org und der Zeit statt, während er Mitglied in deutschen Parteien war.
Der AfD trat er im Frühjahr 2013 bei und kandidierte bei der Bundestagswahl 2013 auf Listenplatz 17. Bystron war Vorstand im Landesfachausschuss „Europa und Außenpolitik“. Auch trat er für die AfD bei der Europawahl 2014 an. Nachdem André Wächter zu Bernd Luckes ALFA gewechselt war, wurde Bystron im Oktober 2015 dessen Nachfolger als Landesvorsitzender der bayerischen AfD.

### Abgeordneter im Bundestag
Anfang April 2017 wählten ihn die Delegierten des Landesparteitags in Greding auf den vierten Listenplatz für die Bundestagswahl 2017. Bei der Wahl zum Spitzenkandidaten der bayerischen AfD war er zuvor Martin Hebner in einer Kampfabstimmung unterlegen.
Bystron war im Bundestag Obmann (und ordentliches Mitglied) im Auswärtigen Ausschuss und stellvertretendes Mitglied im Ausschuss für die Angelegenheiten der Europäischen Union. Er war Mitglied im Unterausschuss Auswärtige Kultur- und Bildungspolitik.
Bezugnehmend auf eine Äußerung des damaligen AfD-Vorsitzenden Alexander Gauland, der 2017 gesagt hatte, man werde die Integrationsbeauftragte der Bundesregierung Aydan Özoğuz „dann auch, Gott sei Dank, in Anatolien entsorgen können“, sagte Bystron Ende 2017 in einer Rede, sein „Freund Dr. Gauland“ habe „100-prozentig Recht – solche Menschen müssen wir selbstverständlich entsorgen“.
Von März bis September 2017 wurde Bystron vom Bayerischen Verfassungsschutz gerichtlich bestätigt beobachtet, weil er „Anhaltspunkte für verfassungsfeindliche Bestrebungen“ gebe.
Im September 2018 zeichnete die Trump-nahe „Phyllis Schlafly Stiftung“ Bystron und den Abgeordneten der polnischen PiS-Partei Dominik Tarczyński mit dem Eagle Award aus. Zu den Gästen zählten der Ex-Trump-Wirtschaftsberater Stephen Moore, der Kongressabgeordnete Steve King sowie Stefan Molyneux, ein mutmaßlicher Antisemit.
Laut einer T-Online-Recherche war der Autor Collin McMahon als ehemaliger Mitarbeiter Bystrons sein „Türöffner“ in „rechte Netzwerke in den USA“.
Im Oktober 2018 gratulierte Bystron dem rechtsextremen brasilianischen Politiker Jair Bolsonaro zum Wahlsieg. Bystron schrieb, er freue sich auf die „Zusammenarbeit“; die „konservative Revolution [habe] damit auch Südamerika erreicht“.
Bystron kandidierte zur Bundestagswahl 2021 als Direktkandidat im Bundestagswahlkreis München-Nord und zog über seinen Landeslistenplatz 4 der AfD Bayern erneut in den Bundestag ein.
Er war im 20. Bundestag stellvertretendes Mitglied im Ausschuss für Umwelt, Naturschutz, nukleare Sicherheit und Verbraucherschutz und Obmann im Auswärtigen Ausschuss. Zudem war er Vorsitzender der Parlamentariergruppe Slowakei-Tschechien-Ungarn.

### Abgeordneter im Europäischen Parlament
Auf der Europawahlversammlung der AfD in Magdeburg am 29. Juli 2023 kandidierte Bystron für Bundeslistenplatz 2 zur Europawahl 2024 und erreichte diesen mit 82,4 % der Delegiertenstimmen.
Der Bundestag, so Bystron in seiner Vorstellungsrede, sei „die bessere Bühne“, aber „aus Brüssel kommt das Gift.“ Nach seiner Wahl ins Europaparlament legte er sein Bundestagsmandat am 16. Juli 2024 nieder. Für ihn rückte Manfred Schiller in den Bundestag nach. Er ist in der 10. Legislaturperiode (2024–2029) des Europäischen Parlaments Mitglied im Ausschuss für auswärtige Angelegenheiten, im Ausschuss für Beschäftigung und soziale Angelegenheiten und im Ausschuss für Binnenmarkt und Verbraucherschutz. Er ist Mitglied der Fraktion Europa der Souveränen Nationen.

### Publizistische Tätigkeit
Im Jahr 2014 war er Mitherausgeber eines Sammelbands zum 25. Jahrestag des Mauerfalls mit Beiträgen des ehemaligen tschechischen Präsidenten Václav Klaus sowie des ehemaligen polnischen Staatspräsidenten und Friedensnobelpreisträgers Lech Wałęsa.
Bystron schrieb in der Vergangenheit für die neurechte Wochenzeitung Junge Freiheit und für die Zeitschrift eigentümlich frei. Bei der Huffington Post unterhält er einen Blog zu politischen und wirtschaftlichen Themen. Ferner veröffentlichte er Beiträge in der Schweizer Weltwoche und im österreichischen Wirtschaftsmagazin Format.
Bystron trat bei weiteren ausländischen Medien als Gesprächspartner auf; Interviews mit ihm erschienen im Tschechischen Rundfunk, in der tschechischen Tageszeitung Blesk, in den Parlamentní listy, der slowakischen Wirtschaftszeitung Hospodárske noviny sowie im slowakischen Fernsehen. Beim russischen Auslandssender RT trat er als „Deutschlandexperte“ auf.
Bystron gab auch dem pro-russischen Propagandaportal Voice of Europe Interviews.
Laut einem Bericht des tschechischen Nachrichtenportals Deník N soll er dafür Geld erhalten haben. Einem Bericht der tschechischen Presseagentur ČTK zufolge hat Bystron Deník N wegen der Aussage, er habe Geld von einer russischen Einflussorganisation erhalten, verklagt.

### Politische Positionen

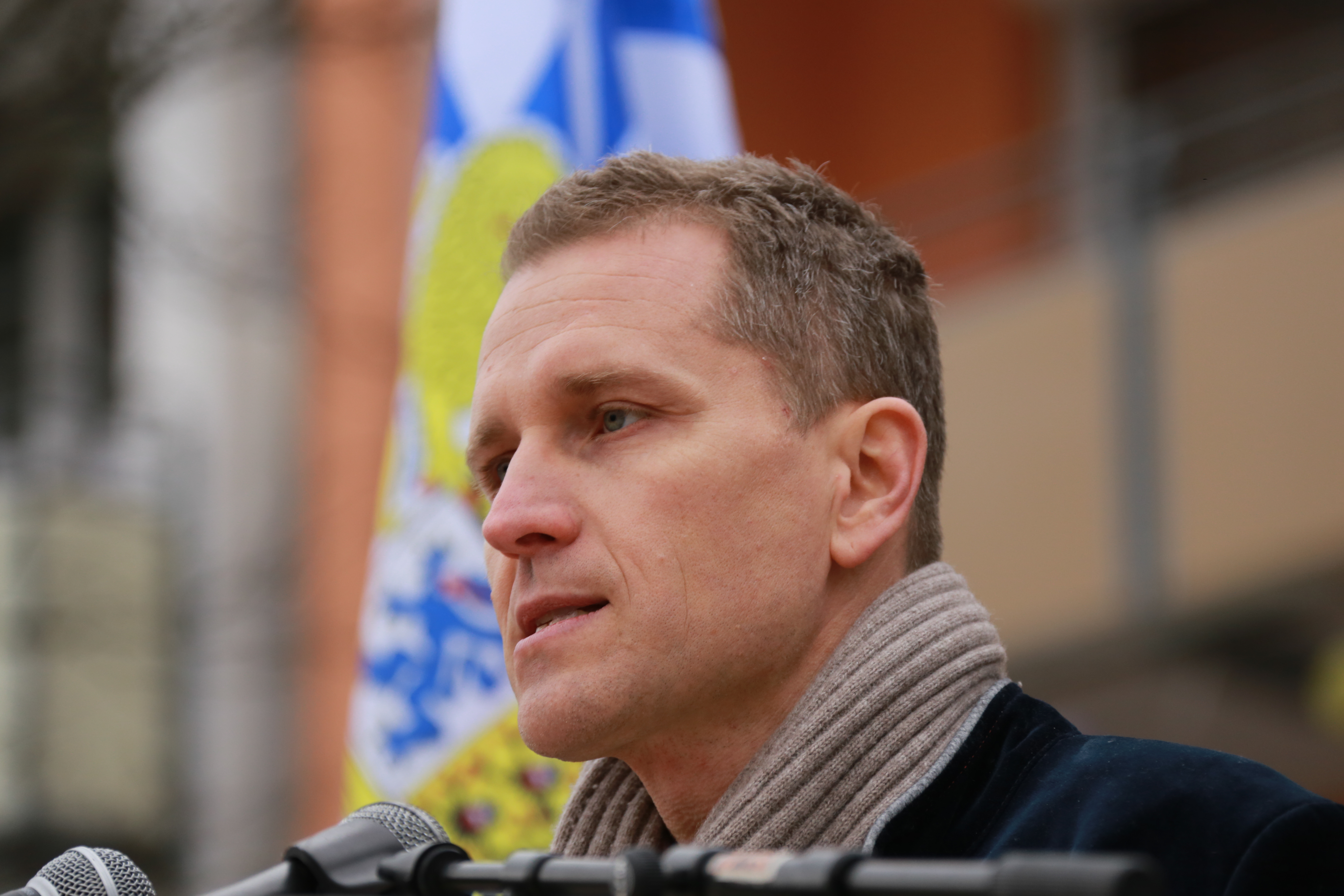
Petr Bystron (2016)

Laut Bystron gehört der Islam nicht zu Deutschland. Die Mitgliedschaft Deutschlands in der EU darf ihm zufolge nicht zum Ende des deutschen Nationalstaats führen. Er verteidigte Frauke Petrys Aussage, ein Grenzpolizist müsse den illegalen Grenzübertritt verhindern, notfalls auch von der Schusswaffe Gebrauch machen. So stehe es im Gesetz. Bystron erklärte, er halte die Wiedergabe der Aussage von Petry durch die Medien für eine typische Verdrehung. „Komplett entstellt“ habe die Zeitung Petrys Aussage, denn niemand könne doch glauben, dass die Mutter von vier Kindern sich für den Schusswaffengebrauch ausspreche.
Bystron vertritt eine rigide Abschiebepolitik. Nach seinen Worten braucht Deutschland „keine Integrationsbeauftragten“, sondern „eher einen Rückführungsbeauftragten“. Tschechien warnte er bezüglich der Fluchtbewegung nach Europa davor, „Terroristen“ ins Land zu lassen. An der Regierung würde das „Blut tschechischer Opfer“ haften, sollte sie einer europäischen Verteilung der Flüchtlinge zustimmen.
Zum russischen Überfall auf die Ukraine zitierte das Onlinemedium EurAsia Daily Bystron mit den Worten, der russische Einmarsch markiere „das Ende des Weltmonopols mit den USA als alleinige Hegemonialmacht“. Den Beschluss der Bundesregierung, deutsche Leopard 2-Kampfpanzer an die Ukraine zu liefern, kommentierte Bystron: „Deutsche Panzer gegen Russland in der Ukraine. Das haben schon ihre Großväter versucht“ und übernahm damit offen die Narrative der Kreml-Propaganda.
Zur Razzia gegen die Reichsbürgergruppe „Patriotische Union“ wegen des Verdachts auf Planung eines Staatsstreichs schrieb Bystron Ende 2022 auf Twitter von „50 Rentnern“, die „nicht mal das Rathaus von San Marino einnehmen“ könnten. Die „Bemühungen, eine ‚Gefahr von Rechts‘ herbeizufabulieren“, würden „immer absurder“.
Bystron erklärte, die „Globalisten“ seien diejenigen, „die uns zwangsimpfen wollten, die uns enteignen wollten, die uns ja im Prinzip versklaven wollen“. Damit nahm er Bezug auf die Verschwörungserzählung, dass mächtige Personen, angeblich eine jüdische Elite, darauf hinarbeiteten, eine neue Weltordnung bzw. eine überstaatliche Weltregierung zu installieren. Er nannte „die Schwabs, Soros, Gates“, denen sich die AfD in den Weg stellen werde.

## Kontroversen

### Vor der Wahl in den Bundestag
Nachdem die Organisatoren des 100. Deutschen Katholikentages 2016 in Leipzig keine Vertreter der AfD zu Podiumsdiskussionen eingeladen hatten, warf Bystron den Kirchen vor, „unter dem Deckmantel der Nächstenliebe“ ein „Milliardengeschäft“ zu betreiben. Er behauptete, die kirchlichen Sozialorganisationen Caritas und Diakonie seien „Branchenführer“ bei der Aufnahme von Flüchtlingen. Die Verbände hätten daher aus kommerziellen Gründen ein Interesse an einer Aufrechterhaltung des Zuzugs von Flüchtlingen nach Deutschland. Rückendeckung für seine Aussagen erhielt er vom AfD-Bundesvorsitzenden Jörg Meuthen. Matthias Kopp von der Deutschen Bischofskonferenz sagte, bei Bystrons Kritik handele es sich um „mit keinem einzigen Faktum belegtes Gequatsche. […] Wer so entgleist, schlägt allein 200.000 ehrenamtlich in der Flüchtlingshilfe der Kirchen Tätigen ins Gesicht“.
Laut einem Bericht des Bayerischen Rundfunkes (BR) wollte Bystron Ende Juni 2016 mit zwei Rechtsextremisten der „Identitären Bewegung“ (bzw. früher Die Rechte) und des Bündnisses Deutscher Patrioten eine öffentliche Veranstaltung der Antifaschistischen Informations-, Dokumentations- und Archivstelle München im Eine-Welt-Haus besuchen. Sie seien jedoch mit Verweis auf das Hausrecht vom Veranstalter abgewiesen worden. Bystron widersprach der Berichterstattung des BR, er habe mit den beiden Personen den Vortrag gemeinsam besuchen wollen. Er habe sie dort zufällig getroffen und habe sie vorher nicht näher gekannt. Der BR veröffentlichte daraufhin Fotografien, die Bystron mit den beiden Rechtsextremisten sowohl vor der Veranstaltung als auch im Biergarten zeigten.
Den Anschlag auf den BVB-Mannschaftsbus 2017 instrumentalisierte Bystron für einen Angriff auf Philipp Lahm und Uli Hoeneß, die zuvor die AfD kritisiert hatten. Er warf beiden vor, „Systemlinge“ und für den Anschlag verantwortlich zu sein, während AfD-Mitglieder „die einzigen [seien], die sich gegen diesen Terror wenden, die dagegen kämpfen, die […] mit [ihren] Köpfen und [ihren] Leben dafür [einstünden]“. Tatsächlich handelte es sich nach den Ermittlungsergebnissen der Polizei um keinen islamistischen Terrorakt, sondern um eine versuchte Manipulation der BVB-Aktienkurse.
Im Bundestagswahlkampf 2017 ließ Bystron Wahlplakate mit dem Slogan „Ich mache die Politik, von der Ude nur schreibt!“ und einer Abbildung des neuesten Buchs von Christian Ude kleben. Der Jurist Ude, 21 Jahre lang Oberbürgermeister von München, kommentierte dies mit dem aus dem Urheberrecht stammenden Begriff „schmarotzende Werbung“ und erinnerte an seine Worte im Buch, die AfD sei „nicht die Alternative, sondern eine Gefahr. Nämlich die Gefahr, dass die schlimmsten Fehler und Entgleisungen Europas im 20. Jahrhundert noch einmal wiederholt werden, mit allen verheerenden Folgen für die Menschen dieses Kontinents, und diesmal ohne die Ausrede, das habe man nicht kommen gesehen“.
Beim AfD-Bundesparteitag 2017 in Hannover kam es nach Medienberichten zu einem Eklat, als die AfD-Bundestagsabgeordnete Corinna Miazga Bystron sexistische Kommentare ihr gegenüber vorwarf. In ihrer Bewerbungsrede zur Wahl der drei stellvertretenden Bundessprecher der Partei erklärte Miazga: „Den zweiten Grund warum ich hier bin, habe ich meinem Parteikollegen Petr Bystron zu verdanken, der mich im Wahlkampf darauf aufmerksam machte, dass Frauen wie ich eigentlich besser an einer Stange tanzen sollten.“ Sowohl Miazga als auch der ebenfalls kandidierende Bystron unterlagen bei der anschließenden Abstimmung gegen Kay Gottschalk.
Von März bis September 2017 stand Bystron unter Beobachtung des Bayerischen Landesamts für Verfassungsschutz. Laut Innenminister Joachim Herrmann zeigt Bystron eine ausgeprägte Nähe zur rechtsextremen Identitären Bewegung. In einem Artikel auf dem islamfeindlichen Blog PI-News hatte Bystron geschrieben, die AfD müsse ein „Schutzschild für diese Organisation“ sein. Bystron erhob gegen die Beobachtung Klage. Die Beobachtung basiere laut Bystron auf wenigen Zitaten, in denen er vielmehr die außerparlamentarische Arbeit vieler Bürgerbewegungen, einschließlich der Identitären Bewegung, als richtig bewertet, um Themen in die Parlamente zu bringen. Das Münchner Verwaltungsgericht entschied zunächst, dass Bystron auch weiterhin beobachtet werden dürfte, da er tatsächliche Anhaltspunkte für verfassungsfeindliche Bestrebungen aufzeige. Allerdings dürfe der Freistaat Bayern nicht öffentlich namentlich auf ihn hinweisen. Für seine Äußerungen zur Identitären Bewegung wurde Bystron vom Bundesvorstand der AfD abgemahnt, mit Verweis auf einen Unvereinbarkeitsbeschluss des AfD-Bundesvorstandes, der eine Unterstützung verfassungsfeindlicher Organisationen durch AfD-Mitglieder verbiete.
Im November 2017 wurde bekannt, dass der bayerische Verfassungsschutz die Beobachtung Bystrons bereits Ende September eingestellt hatte. Grund sei Bystrons Wahl in den Bundestag, da für Abgeordnete nach einer Grundsatzentscheidung des Bundesverfassungsgerichtes andere „Voraussetzungen und Grenzen“ gelten.
Das Bundesamt für Verfassungsschutz nennt Bystron mehrfach namentlich in seinem Gutachten, welches die Einstufung der AfD als Prüffall begründet, unter anderem wegen dessen Nähe zur Identitären Bewegung.

### Nach der Wahl in den Bundestag

#### Mitarbeiter
Die AfD-Bundestagsfraktion zählte 2018 etwa 80 Abgeordnete. Gemäß Recherchen von Zeit Online beschäftigt Bystron, wie auch weitere AfD-Bundestagsabgeordnete, mutmaßlich rechtsextreme Mitarbeiter für Mandatsaufgaben und parlamentarische Arbeiten. Ein ehemaliger Mitarbeiter von Bystron sei demzufolge Autor beim Kopp Verlag gewesen, dessen öffentliche Unterlagen seit mehreren Jahren regelmäßig vom Landesamt für Verfassungsschutz Baden-Württemberg geprüft werden, und habe auch für die Zeitschrift Sezession von Götz Kubitschek geschrieben, der als ideologischer Kopf der Neuen Rechten in Deutschland gilt.
Eric Weber, ein weiterer Mitarbeiter von Bystron und Basler Lokalpolitiker, darf laut Gerichtsurteil Nazi genannt werden. Weber war zuvor Autor des NPD-Parteiblatts Deutsche Stimme und Mitarbeiter eines Landtagsabgeordneten der NPD Sachsen. 1987 war Weber beispielsweise durch einen Antrag aufgefallen, der Volks-Aktion gegen zu viele Ausländer und Asylanten den Keller des Basler Rathauses zur Feier des Geburtstags Adolf Hitlers zu überlassen.
Bystrons Büroleiter war zunächst Falk Janke, ein ehemaliger Brandenburger Landesvorsitzender der Schill-Partei, der 2005 seine eigene Wählergruppe „Die Rechte – Mut zur Wahrheit“ (nicht zu verwechseln mit der Partei Die Rechte) gegründet hatte, für die er ab 2008 auch im Kreistag des Landkreises Märkisch-Oderland saß. 2011 bildete er mit zwei für die rechtsextreme DVU gewählten Kreistagsmitgliedern, darunter der langjährige Landtagsabgeordnete Michael Claus, eine Fraktion. Als er sich nach der Wahl 2014 der AfD-Fraktion anschließen wollte, zerbrach diese wegen Jankes Vergangenheit. In der heute-show erläuterte Janke dem Kameramann: „Die Nazis waren für mich extrem Linke“.

#### Foto bei der Wahl zur Bundeskanzlerin
Bei der Wahl zur Bundeskanzlerin, bei der Angela Merkel am 14. März 2018 mit 364 Stimmen zur Bundeskanzlerin gewählt wurde, lud Bystron auf seinen Twitter- und Facebook-Seiten Fotos seiner Wahlkarte und des Stimmzettels hoch. Unmittelbar nach der Vereidigung Merkels verhängte Bundestagspräsident Wolfgang Schäuble gem. § 37 S. 1 i. V. m. § 4 und § 49 der Geschäftsordnung des Deutschen Bundestages ein Ordnungsgeld von 1000 Euro gegen ihn wegen einer schwerwiegenden Verletzung der Ordnung des Deutschen Bundestages.

#### Schießübungen auf Dienstreise in Südafrika
Im August 2018 unternahm Bystron seine erste Dienstreise ins Ausland als Bundestagsabgeordneter nach Südafrika mit offiziellen Terminen, die Reise wurde mit Steuergeldern bezahlt. Im Rahmen der Reise absolvierte er privat ein Schießtraining mit der Organisation Suidlanders, die einer rechtsextremistischen und rassistischen Ideologie anhängt und sich mit paramilitärischer Ausbildung auf einen ihrer Ansicht nach „unvermeidbaren Rassenkrieg in Südafrika“ vorbereitet. Deutschen Medien gegenüber äußerte Bystron, er habe „null Berührungsängste mit den Suidlanders und diese als Organisation von überwiegend weißen Farmern empfunden, welche Angst um ihr Leben haben und sich organisieren um zu überleben, sollte es zum schlimmsten Fall kommen“.

#### Einladung von Störern in den Bundestag
Bystron hatte im Rahmen der Abstimmung über das dritte Bevölkerungsschutzgesetz am 18. November 2020 mehreren Störern aus der rechten Verschwörungstheoretiker-Szene Zugang ins Reichstagsgebäude verschafft. Diese bedrängten, beschimpften und verfolgten Bundestagsabgeordnete zum Teil bis in deren Abgeordnetenbüros. Der Bundestagspräsident kündigte strafrechtliche Konsequenzen an. Am 24. November verhängte der Fraktionsvorstand der AfD für Bystron und den Abgeordneten Udo Hemmelgarn, der ebenfalls Störern den Zutritt ermöglicht hatte, ein Redeverbot für Bundestagsreden bis Ende Februar, und fügte hinzu, bei „weiterem fraktionsschädigendem Verhalten Abwahlanträge bezüglich der Mitgliedschaft in den Bundestagsausschüssen“ zu stellen.

#### Waffenfunde bei Mitarbeiterin
Wie Frontal21 im Dezember 2020 berichtete, hatte die Generalstaatsanwaltschaft München im Juli 2020 bundesweit Wohnungen durchsuchen lassen. Dabei fanden die Ermittler Waffen bei mutmaßlichen Tätern aus „dem rechtsextremen Spektrum“. Auslöser der Ermittlungen war ein Amtshilfeersuchen der kroatischen Behörden. Im März 2018 war den Behörden eine Lieferung mit illegalen Waffen für Empfänger in Deutschland bekannt geworden. Bei Razzien stießen die Ermittler auf zahlreiche automatische Gewehre, Kurzwaffen und Kalaschnikows, Munition, Handgranaten und einen Raketenwerfer. Belastet wurde der Deutsche R., außer durch die Waffenfunde selbst, durch ein Geständnis eines Mittelsmannes. Demnach habe R. erklärt, die Waffen „seien für die AfD, eine rechte Partei“ bestimmt. Am 4. Februar 2021 berichteten taz und Spiegel, dass es auch Ermittlungen gegen eine Mitarbeiterin Bystrons gebe: Dagmar S. soll den Hauptbeschuldigten R. mit einem anderen potenziellen Waffenkäufer aus Bayern vernetzt haben und auch selbst an den Anfragen für Waffenlieferungen beteiligt gewesen sein. Auch soll die Frau gemäß Spiegel eine Kriegswaffe in ihrer Wohnung aufbewahrt haben. Bereits im Jahr 2017 war die spätere Mitarbeiterin Bystrons Gegenstand von medialer Berichterstattung wegen ihrer Kontakte zur NPD und anderen Rechtsextremisten geworden. Gemäß den Recherchen des Münchner Merkur hatte Bystron beteuert, dass „diese Frau“ für ihn nicht arbeite, wohingegen AfD-Funktionäre versicherten, sie fungiere als seine „unbezahlte Privatsekretärin“.

#### Einreise in Belarus
Laut Recherchen des Netzwerks Correctiv und des litauischen Fernsehsenders LRT unter Berufung auf eine Quelle in den litauischen Grenzbehörden soll Bystron am 16. November 2022 am Grenzort Medininkai auf dem Landweg von Litauen nach Belarus eingereist und am 19. November 2022 wieder zurückgekehrt sein. Bystron erklärte dazu, dass es sich um eine Fraktionsreise gehandelt habe, und wies den Verdacht einer heimlichen Einreise zurück.

#### Besuch bei rechtsextremer ungarischer Partei
Ende Januar 2024 wurde bekannt, dass Petr Bystron Teilnehmer einer Konferenz der rechtsextremen ungarischen Partei Unsere Heimat-Bewegung war. Diese ist dafür bekannt, dass sie Gebietsansprüche an die Ukraine stellt. Auch Vertreter der niederländischen Rechtspopulisten Forum für Demokratie waren anwesend.

#### Voice-of-Europe-Affäre
Ende März 2024 wurde bekannt, dass neben anderen europäischen Politikern, vorwiegend aus dem politisch rechten Milieu, auch Bystron aus dem Umfeld des von Russland finanzierten Propagandaportals Voice of Europe Geld erhalten haben soll. Am 2. April 2024 forderte die AfD-Parteispitze, nachdem tschechische Geheimdienste in Medien zitiert wurden, die behauptet hatten, ihnen lägen Belege in Form von Audioaufnahmen für eine Geldübergabe vor, Bystron schriftlich zu einer Klarstellung auf. Der Spitzenkandidat der AfD für die anstehenden EU-Wahlen, Maximilian Krah, riet Bystron bis zur vollständigen Klärung zu einem Verzicht auf Wahlkampfauftritte.
Bystron wies die Vorwürfe aus den Medien in einem Schreiben am 4. April 2024 an Alice Weidel und Tino Chrupalla zurück und dementierte, „Geldzahlungen oder Kryptowährung von einem Mitarbeiter von ‚Voice of Europe‘ (oder irgendeinem Russen)“ erhalten zu haben. Nach auszugsweiser Veröffentlichung des Schreibens in den Medien berichtete die Zeit, dass es sich um eine Geldübergabe mit einer Summe in Höhe von 20.000 Euro gehandelt haben soll. Übergabeort soll Prag gewesen sein. Im weiteren Verlauf des Tages wurde bekannt, dass die Generalstaatsanwaltschaft in München Vorermittlungen gegen Bystron aufgenommen hat. Gemäß BR24 soll die AfD-Führungsspitze Bystron dazu gedrängt haben, nach den Europawahlen auf das Mandat zu verzichten.
Am 19. April 2024 wurden weitere Vorwürfe gegen Bystron bekannt, denen zufolge er Zahlungen aus einem russlandfreundlichen Netzwerk erhalten hatte. Nachdem mehrere Medien von ihn belastenden Audio- und Videoaufnahmen berichtet hatten, musste Bystron 22. April 2024 erneut Fragen des AfD-Bundesvorstands beantworten. Dort soll er Teilnehmern zufolge zugegeben haben, kleine Pakete vom prorussischen Medienmanager Artem Martschewskij angenommen zu haben. Allerdings sei kein Geld in den Paketen gewesen. Über den Inhalt wolle er jedoch keine Auskunft geben. Gegenüber dem Spiegel äußerte Bystron, er vermute, Video- und Tonaufnahmen seien „bereits mehreren Personen zugänglich gemacht“ worden. Es sei „erwartbar, dass diese auch veröffentlicht werden“. Bystron bestätigt damit zum ersten Mal, dass er davon ausgeht, heimlich gefilmt und abgehört worden zu sein. Mehrere Medien hatten unter Berufung auf einen tschechischen Parlamentsabgeordneten berichtet, dass auf zwei Audioaufnahmen zu hören sei, wie der AfD-Mann mit Geld raschle und es zähle. Weiterhin soll zu hören gewesen sein, dass sich Bystron über die Stückelung von Geldscheinen beschwert haben soll.
Die Bestechungsvorwürfe gegen Bystron und die Einflussnahme Russlands wurden als wichtiges Thema im Bundestag bezeichnet. Der Innenausschuss werde sich mit der Affäre beschäftigen. Es ist einem T-Online-Bericht zufolge davon auszugehen, dass sich auch das geheim tagende Parlamentarische Kontrollgremium (PKGr) mit dem Thema befasst. Außenministerin Annalena Baerbock sagte, sie sehe die Affäre um Bystron im Zusammenhang mit „Putins hybrider Kriegsführung“.
Nach Angaben des ARD-Hauptstadtstudios forderten Tino Chrupalla und Alice Weidel Bystron auf, bis zur Klärung der Vorwürfe und der laufenden Ermittlungen auf weitere Auftritte im Rahmen des Wahlkampfs der AfD für die Wahl zum Europäischen Parlament 2024 zu verzichten.

##### Aufhebung der Immunität und Durchsuchungen
Am 16. Mai 2024 hob der Deutsche Bundestag die politische Immunität Bystrons auf, woraufhin Objekte in Berlin, Bayern (Landkreise München, Erding und Deggendorf) und Mallorca von knapp 70 Polizeibeamten durchsucht wurden. Sichergestellt wurden nach Angaben der Ermittler Unterlagen und Datenträger. Dabei seien von der Polizei auch Akten in Büro der bayerischen AfD-Landtagsfraktionschefin Katrin Ebner-Steiner beschlagnahmt worden. Nach Informationen des Spiegel lagerte Bystron Unterlagen bei ihr. Gegen Ebner-Steiner selbst gäbe es jedoch keine Ermittlungen. In dem fremden Büro stießen die Ermittler auf einen verschlossenen Bürocontainer, dessen Inhalt sie Bystron zuordnen. Im Container fanden die Ermittler einen Ordner mit Kontoauszügen aus Liechtenstein und Tschechien. In einem Couvert sollen die Fahnder zudem rund 2000 Euro in bar, eine Liste mit aufgeführten Goldbarren und ein Exposé über ein etwa zwei Millionen Euro teures Anwesen in Brüssel gefunden haben.
Die Generalstaatsanwaltschaft München hatte vor der Razzia Ermittlungen eingeleitet. Der zugrundeliegende Anfangsverdacht ist Bestechlichkeit von Mandatsträgern und Geldwäsche. Die Durchsuchungen wurden vom Oberlandesgericht München angeordnet. Zudem seien gemäß der Tagesschau vom Immunitätsausschuss am Abend des 16. Mai 2024 Ortungsmaßnahmen zum Auffinden der Mobilfunkgeräte Bystrons genehmigt worden. Wie der Tagesspiegel aus Ermittlerkreisen erfahren haben will, soll Bystron im März 2023 insgesamt 30.000 Euro auf das Konto seiner Firma eingezahlt und noch am selben Tag den Betrag in 200-Euro-Chargen wieder abgehoben haben. Auf diesen Vorgang stützten die Ermittler den Anfangsverdacht der Geldwäsche.
Im Rahmen der Durchsuchungen von relevanten Liegenschaften sollen nach Informationen der Deutschen Presse-Agentur (dpa) Ermittler dem Verdacht nachgegangen sein, dass Bystron eine Scheinadresse als Wohnsitz in seinem Wahlkreis im Münchner Norden angegeben haben könnte. Dazu soll auch Geld gezahlt worden sein. Bystron bestritt auf Nachfrage von Medien, dass es sich um eine Scheinwohnung handele. Er habe einen ordnungsgemäßen Mietvertrag, werde jedoch am Einzug gehindert, weil sich der Vormieter weigere, aus der Wohnung auszuziehen. Die Vorwürfe bezeichnete er abermals als „Kampagne“, die das Ziel habe, ihn und die AfD bei den anstehenden Wahlen zu beschädigen. Die Frage, wie er und seine ebenfalls dort gemeldete Frau sowie die zwei Kinder in der winzigen Einzimmerwohnung Platz finden sollen, ließ Bystron dem Zweiten Deutschen Fernsehen (ZDF) zufolge unbeantwortet. Bei dem angeblichen Vormieter handele es sich laut Spiegel-Informationen um einen vorbestraften Flüchtling, der offenbar nichts davon wisse, dass er für Bystron die Wohnung räumen solle.
Am 13. Juni 2024 kam es abermals zu Durchsuchungen durch Ermittler. Durchsucht worden seien weitere Objekte in Berlin mit dem Ziel, Beweismittel sicherzustellen. Durchsucht wurden auch Räume von Dritten, „die nicht beschuldigt“ seien, teilte die Generalstaatsanwaltschaft auf Nachfragen der Süddeutschen Zeitung mit. Nach Informationen der SZ sei damit Bystron und sein Umfeld gemeint. Die Fahnder der Münchener Staatsanwaltschaft ermitteln gegen Bystron weiterhin wegen Geldwäsche und Bestechlichkeit von Mandatsträgern, da Bystron im Deutschen Bundestag im Auftrag eines Vertrauten des russischen Präsidenten Wladimir Putin im Sinne Moskaus gehandelt habe. Zuvor hatte der Bundestag am selben Tag einem Antrag des Immunitätsausschusses zugestimmt, der den Vollzug gerichtlicher Durchsuchungs- und Beschlagnahmebeschlüsse sowie weiterer Maßnahmen ermöglicht. Diese Maßnahmen müssen vor der konstituierenden Sitzung des Europaparlaments am 16. Juli 2024 abgeschlossen sein, da Bystron durch das Europaparlamentsmandat erneut Immunität genießen wird. Die Ermittlungsarbeiten können dann erst nach erneuter Aufhebung der Immunität wieder aufgenommen werden.
Am 21. Juni 2024 wurde durch eine Recherche des Nachrichtenmagazins Der Spiegel sowie des ZDF öffentlich, dass die Financial Intelligence Unit (FIU) des Zolls eine Verdachtsmeldung der Targobank, bei der Bystron ein Firmenkonto betreibt, wegen auffälliger Geldbewegungen auf Bystrons Konto erst nach einem Jahr an die Generalstaatsanwaltschaft München weitergeleitet haben soll. Zu diesem Zeitpunkt, Anfang April 2024, hatten der Spiegel und andere Medien bereits über den Verdacht berichtet, dass Bystron Geld aus Quellen der russischen Einflussoperation Voice of Europe erhalten haben soll.
Am 27. Juni 2024 wurde die Immunität Bystrons erneut aufgehoben. Ermittlungsbehörden durchsuchten eine Wohnung in Prag. Ende August 2024 wurde bekannt, dass die Generalstaatsanwaltschaft München einige Wochen davor beim Europäischen Parlament die Aufhebung der Immunität Bystrons beantragt hat. Die Staatsanwaltschaft München wirft Bystron vor, in einem Beitrag auf der Plattform X Kennzeichen verfassungswidriger Organisationen verwendet zu haben. Er hatte dort 2022 eine Fotocollage mit mutmaßlichen Hitlergrüßen gepostet. Nach der Abberufung des ukrainischen Botschafters aus Deutschland, Andrij Melnyk, im Juli 2022 hatte er unter der Überschrift „Deutsche Politiker winken zum Abschied!“ ein Foto gepostet, auf dem sechs Personen des öffentlichen Lebens abgebildet worden waren, die den rechten oder linken Arm ausstrecken. Zeit Online hatte vor einem Jahr berichtet, dass deswegen ein Strafbefehl gegen Bystron verhängt worden war. Bystrons Anwalt hatte die Vorwürfe gegen seinen Mandanten zurückgewiesen: das Ermittlungsverfahren sei „juristischer Unfug“. Im Juli 2024 hätte Petr Bystron in der Sache eigentlich vor dem Amtsgericht München erscheinen müssen. Doch das Verfahren war ausgesetzt worden, weil Bystron in das EU-Parlament gewählt worden war. Im Mai 2025 hob auch das EU-Parlament Bystrons Immunität auf.

##### Zugang für mutmaßlichen russischen Spion im Bundestag
Gemäß einer Ende Mai 2024 veröffentlichten umfangreichen Recherche der Journalisten Annika Leister und Jonas Mueller-Töwe, T-Online, soll Bystron einem mutmaßlichen russischen Spion, Janusz Niedźwiecki, Zugang zum Bundestag verschafft haben. Der Pole ist seit Anfang 2024 in polnischer Untersuchungshaft, weil er für den russischen Geheimdienst gearbeitet haben soll. Im Februar 2024 erhob die polnische Staatsanwaltschaft Anklage. Ihm werden Spionage, Propaganda, Desinformation und politische Provokation zur Last gelegt. Ab spätestens 2018 soll er Politiker zu den Sendern des prorussischen ukrainischen Oligarchen Wiktor Medwedtschuk gelotst haben, darunter auch Bystron, Maximilian Krah und weitere AfD-Politiker. Laut der Recherche seien mittlerweile US-amerikanische, polnische, tschechische und deutsche Ermittlungsbehörden mit dem Komplex befasst.

#### Vorgebliche Flucht und Verfolgung in der Tschechoslowakei, Asyl in der Bundesrepublik
Eine detaillierte Recherche der tschechischen Rechercheplattform HlídacíPes.org und der Wochenzeitung Die Zeit legte Ende April 2024 offen, dass Bystrons Angaben, er und seine Eltern seien in der Tschechoslowakei politisch verfolgt worden, geschönt seien. Nach Prüfung von Dokumenten und Archivmaterial lasse sich daran zweifeln, dass „es sich bei dem jugendlichen Bystron tatsächlich um einen verfolgten Dissidenten handelte“. Vielmehr entstehe „das Bild eines Politikers, der es mit der Wahrheit nicht so genau nehme“. Nach Gesprächen mit Jugendfreunden und Familienangehörigen erhoben die Journalisten Vojtěch Berger und Veronika Völlinger Zweifel an der Version, die Bystron vor allem als Politiker öffentlich verbreitet hatte. Bystron verglich zuletzt die gegen ihn gerichteten Vorwürfe, er habe Geldmittel im Rahmen der „Voice-of-Europe-Affäre“ angenommen, mit der Verfolgung von Dissidenten im Kommunismus. Davor sei er selbst 1988 geflohen. Die Geschichte seiner Verfolgung sei gemäß der Zeit „für Bystron zentral“. Er wiederhole sie immer wieder. Im Artikel wird er aus einer Rede im Bundestag zitiert: „Ich habe damals einen Boyscoutsverein gegründet. Ich wurde als 14-, 15-Jähriger für meinen Kampf gegen den Kommunismus verfolgt. Meine Eltern sind geflüchtet, weil ich verfolgt wurde.“
Im Archiv der tschechoslowakischen Staatssicherheit StB finde sich zu Bystron keine Akte. In der Bundesrepublik habe er jedoch ein Asylverfahren durchlaufen. Dieses sei allerdings nicht auf die vorgeblichen Aktivitäten, die nach seinen – durch die Recherche widerlegten – Schilderungen eine politische Verfolgung ausgelöst haben sollen, zurückzuführen gewesen. Nach eindeutigen Äußerungen eines nahen Familienangehörigen soll es sich um eine Wirtschaftsmigration gehandelt haben. Eine Verfolgung Bystrons und seiner Mutter sei auch ihm nicht bekannt und der Zeit-Recherche zufolge auch nicht belegbar.

#### Verdachtsberichterstattung über Veruntreuung der Abgeordneten-Mitarbeiterpauschale
Am 17. September 2024 veröffentlichte das Nachrichtenmagazin Die Zeit eine Recherche, wonach Bystron über Jahre hinweg den Rechtsanwalt und AfD-Mitglied Peter Solloch zu Lasten der Abgeordneten-Mitarbeiterpauschale bezahlt haben soll. Solloch soll jedoch keine Tätigkeiten für das Bundestagsmandat Bystrons ausgeübt, sondern ihn in verschiedenen Gerichtsverfahren vertreten haben und dafür mit 3.700 Euro im Monat entlohnt worden sein. In den sechs Jahren als Mitarbeiter im Bundestagsbüro könnte Solloch so mehr als eine Viertelmillion Euro verdient haben. Solloch soll auch anwaltlich die Mitarbeiterin Bystrons, Dagmar S., im Verfahren wegen verbotenen Waffenbesitzes und eines Verstoßes gegen das Kriegswaffenkontrollgesetz vertreten haben. Solloch wurde Anfang 2024 zum stellvertretenden Verfassungsrichter am Bayerischen Verfassungsgerichtshof gewählt.
Ebenso stellt die Recherche in den Raum, dass Bystron ein Beschäftigungsverhältnis mit einer Frau eingegangen sei, die einen Arbeitsvertrag als parlamentarische Beraterin in Höhe von 520 Euro im Monat über die Mitarbeiterpauschale erhalten haben soll. Sie soll tatsächlich jedoch als Reinigungshilfe im gemeinsamen Berliner Haus von Bystron und dessen Lebensgefährtin gearbeiten haben. Bystrons Lebensgefährtin ist seit Antritt des EU-Parlamentsmandats dort als seine Assistentin angestellt. 
Ein weiterer Mitarbeiter soll Marc Dassen gewesen sein, der zuvor beim Magazin Compact beschäftigt war. Seit Juli 2021 arbeitete er in Teilzeit für Bystron und erhielt 500 Euro im Monat. Für den AfD-Politiker will er strategische Öffentlichkeitsarbeit betrieben sowie Social-Media-Kanäle und Newsletter betreut haben. Parallel verfasste er als freier Journalist mindestens zehn Artikel für das prorussische Portal Voice of Europe aus Prag, bis dieses im Frühjahr 2024 verboten wurde. Bystron selbst steht unter dem Verdacht, aus dem Umfeld des von Russland finanzierten Propagandaportals Voice of Europe Geld erhalten zu haben.

## Veröffentlichungen
- Make Europe Great Again: Die neurechte Politikergeneration. Manuscriptum Verlagsbuchhandlung, 2021, ISBN 978-3-948075-64-4.